# Валауа (Орегон)
Валауа (енгл. Wallowa) град је у америчкој савезној држави Орегон.

## Демографија
По попису из 2010. године број становника је 808, што је 61 (-7,0%) становника мање него 2000. године.
| Група             | 2000.       | 2010.       |
| Белци             | 820 (94,4%) | 763 (94,4%) |
| Афроамериканци    | 1 (0,1%)    | 4 (0,5%)    |
| Азијати           | 1 (0,1%)    | 0 (0,0%)    |
| Хиспаноамериканци | 26 (3,0%)   | 16 (2,0%)   |
| Укупно            | 869         | 808         |